# إميل مولر
إميل مولر (الألمانية السويسرية الموحدة: Emil Müller) هو عالم نبات سويسري، ولد في 5 مارس 1920 في زيورخ في سويسرا، وتوفي في 2 أبريل 2008.